# إريك كلاينشستر
إريك كلاينشستر (بالألمانية: Erich Kleinschuster)‏‏ (23 يناير 1930 - 12 سبتمبر 2018) هو عازف مُترددة نمساوي.

## روابط خارجية
- إريك كلاينشستر على موقع IMDb (الإنجليزية)
- إريك كلاينشستر على موقع ميوزك برينز (الإنجليزية)
- إريك كلاينشستر على موقع أول ميوزيك (الإنجليزية)
- إريك كلاينشستر على موقع ديسكوغز (الإنجليزية)